# Półkule magdeburskie

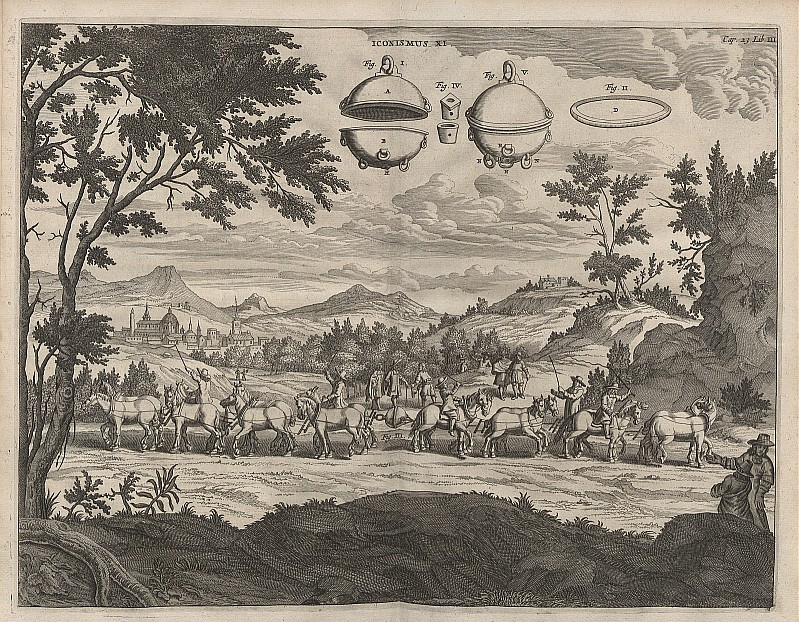
Rysunek Gaspara Schotta z artykułu relacjonującego doświadczenie

Półkule magdeburskie – metalowe półsfery umożliwiające wykonanie doświadczenia przeprowadzonego przez Ottona von Guericke w 1654 r. w Magdeburgu.
Otto von Guericke dążył do wykazania, że wbrew ówczesnym poglądom, można wytworzyć próżnię. Skonstruował tłokową pompę powietrza i demonstrował siłę ciśnienia powietrza. 
W doświadczeniu tym wykorzystano dwie półsfery metalowe o średnicy 42 cm każda, o starannie zeszlifowanych krawędziach. Półsfery zostały dociśnięte do siebie i uszczelnione, następnie wypompowano ze środka powietrze. Okazało się, że do rozerwania tak powstałej kuli potrzebne było 16 koni. Była to widowiskowa demonstracja istnienia ciśnienia atmosferycznego. 
Eksperyment powtórzono w Berlinie w 1663 z udziałem 24 koni.